# クラス・スタディオン
クラス・スタディオン（Kras Stadion）は、オランダ・北ホラント州エダム・フォレンダムにあるサッカー専用スタジアム。FCフォレンダムのホームスタジアムである。

## 概要
1975年に建設され、それぞれ4つの独立したスタンドからなるこのスタジアムは収容人数6,800人を誇り、そのうち400席はアウェーサポーターのために使用される。
2022年5月、スタジアムの老朽化に伴い、全く新しいスタジアムの建設案が練られていることが発表された。少なくとも10,000人を収容できる規模のスタジアムであり、t Skipという仮称が用いられている。

## ギャラリー

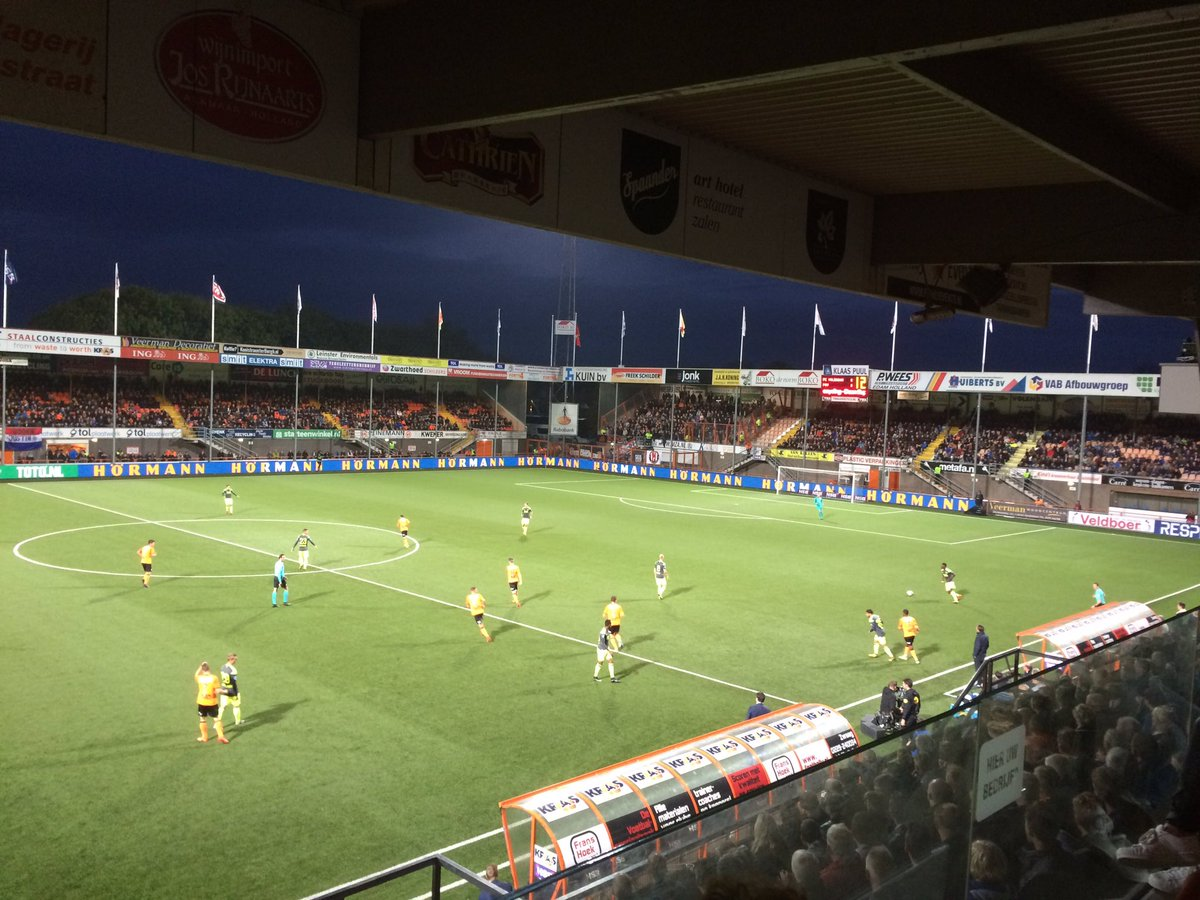
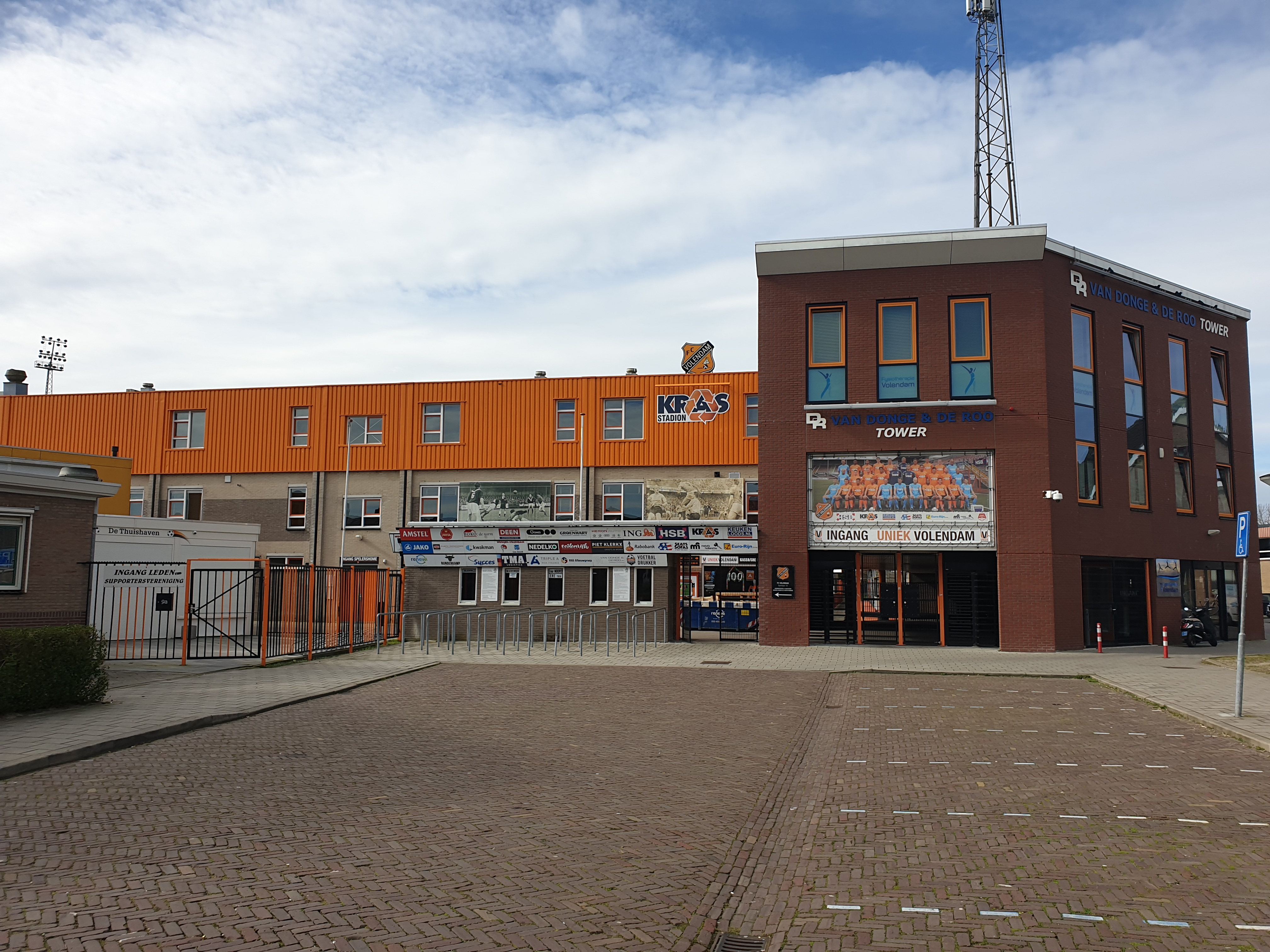
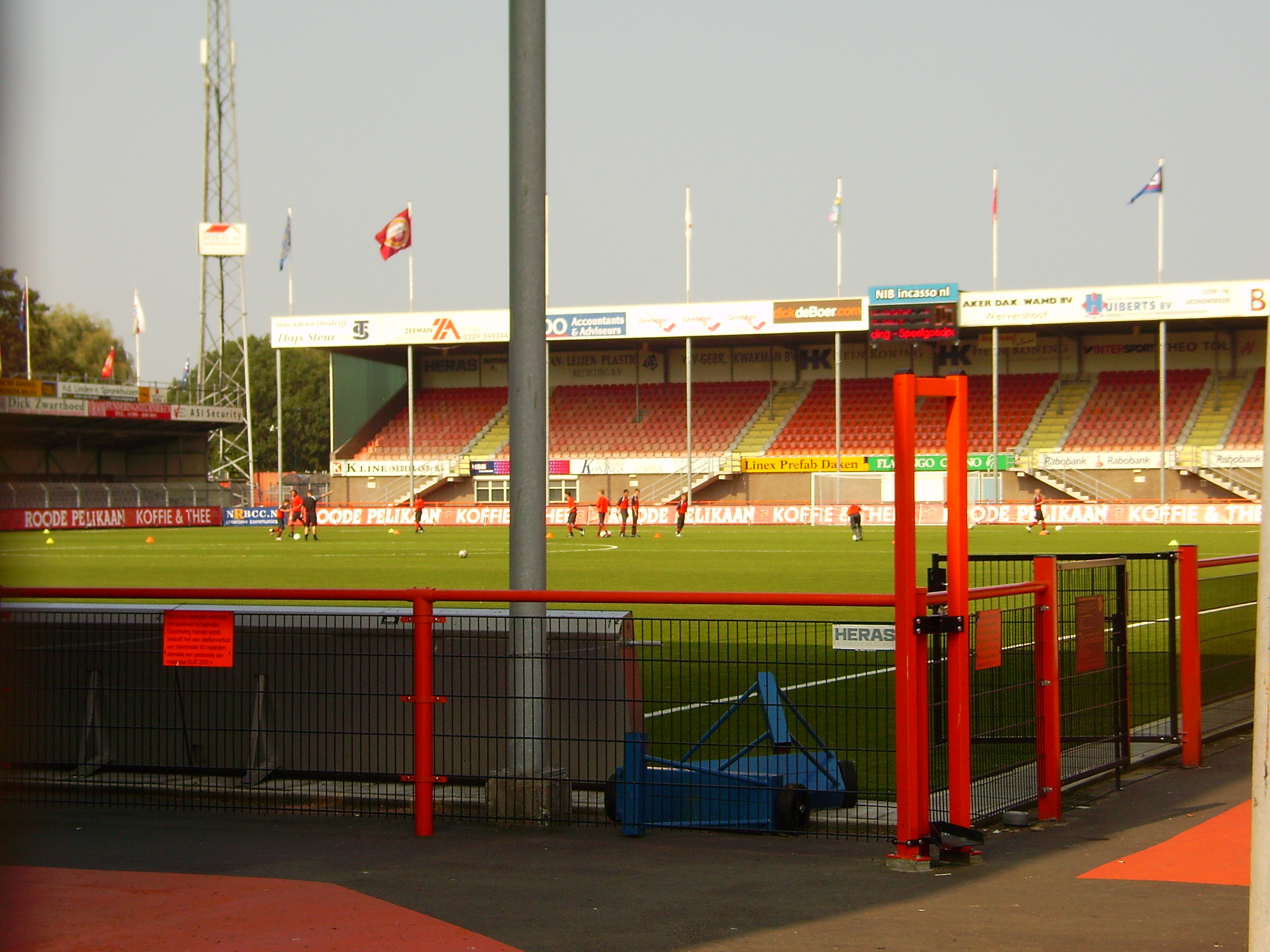
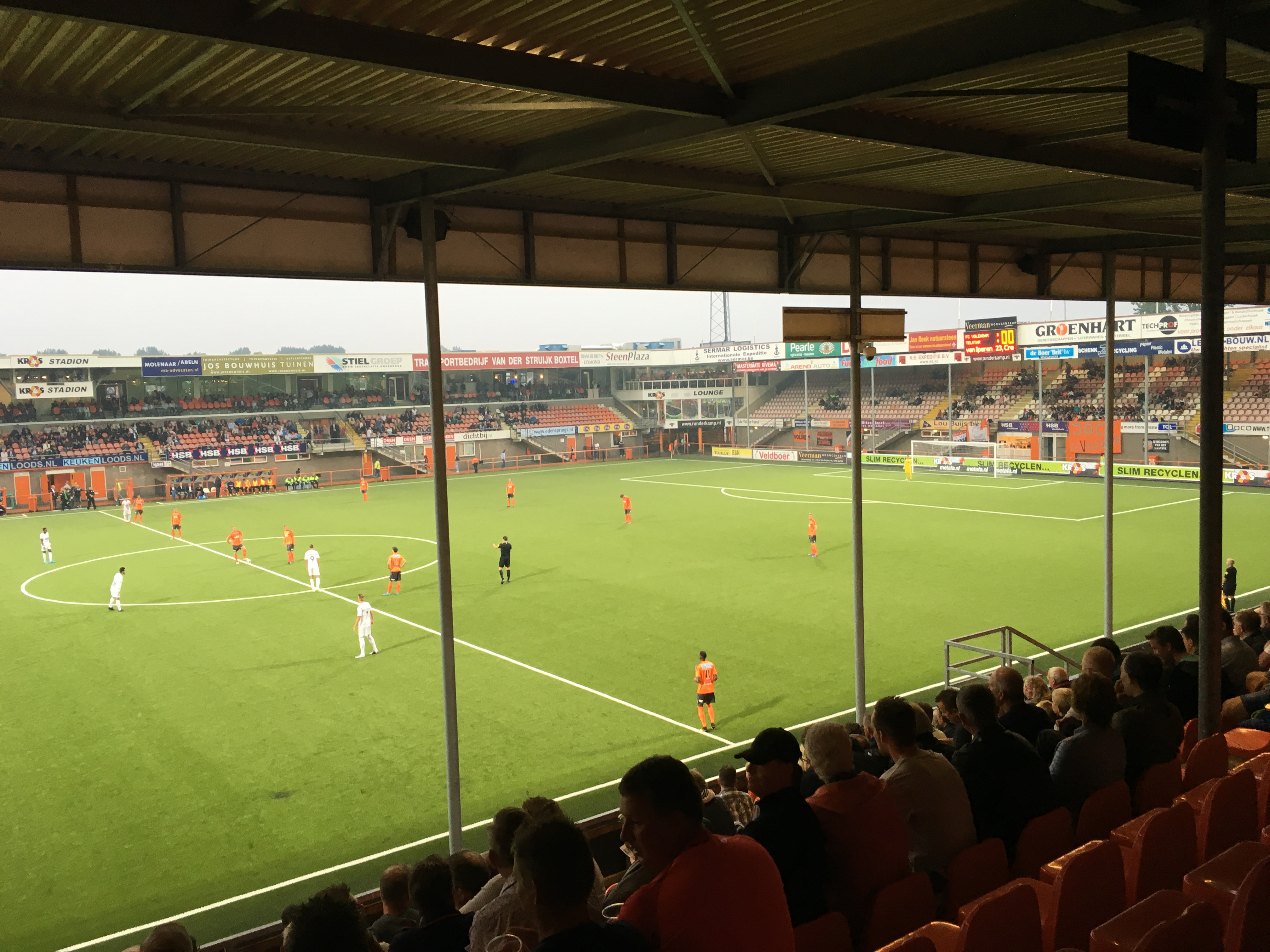